# Nobuyuki Kojima
Nobuyuki Kojima (jap. 小島伸幸 Kojima Nobuyuki; ur. 17 stycznia 1966 w Maebashi) – japoński piłkarz, reprezentant kraju grający na pozycji bramkarza.

## Kariera klubowa
Kojima swoją przygodę z futbolem rozpoczął w 1981, szkoląc się w Niijima Gakuen High School. Od 1984 do 1987 studiował na Doshisha University. Po ukończeniu studiów został zawodnikiem Fujita Industries. Przez 6 sezonów gry w tym zespole tylko 14 razy zagrał w pierwszym składzie. Po zmianie nazwy na Bellmare Hiratsuka, Kojima stał się podstawowym bramkarzem. Bellmare zaczęło odnosić sukcesy, a pierwszym z nich był Puchar Cesarza zdobyty w 1994. W następnym sezonie Bellmare wygrało Azjatycki Puchar Zdobywców Pucharów, mając w składzie takich zawodników jak Akira Narahashi czy Hidetoshi Nakata. Kojima występował w Bellmare Hiratsuka do 1998, rozgrywając 172 spotkania w jego barwach.
W 1999 przeniósł się do Avispa Fukuoka, zespołu grającego na poziomie J1 League. Przez 3 sezony zagrał w 68 spotkaniach Avispy. Od 2002 bronił barw drużyny Thespa Kusatsu. W ciągu trzech sezonów zanotował wraz z zespołem awans o trzy klasy rozgrywkowej, z piątej ligi do J2 League. Po sezonie 2005 Kojima zakończył karierę piłkarską.
| Sezon   | Klub               | Kraj    | Rozgrywki             | Mecze | Bramki |
| ------- | ------------------ | ------- | --------------------- | ----- | ------ |
| 1988/89 | Fujita Industries  | Japonia | J1 League             | 5     | 0      |
| 1989/90 | Fujita Industries  | Japonia | J1 League             | 7     | 0      |
| 1990/91 | Fujita Industries  | Japonia | J2 League             | 5     | 0      |
| 1991/92 | Fujita Industries  | Japonia | J2 League             | 0     | 0      |
| 1992    | Fujita Industries  | Japonia | J2 League             | 0     | 0      |
| 1993    | Fujita Industries  | Japonia | J2 League             | 0     | 0      |
| 1994    | Bellmare Hiratsuka | Japonia | J1 League             | 41    | 0      |
| 1995    | Bellmare Hiratsuka | Japonia | J1 League             | 47    | 0      |
| 1996    | Bellmare Hiratsuka | Japonia | J1 League             | 29    | 0      |
| 1997    | Bellmare Hiratsuka | Japonia | J1 League             | 21    | 0      |
| 1998    | Bellmare Hiratsuka | Japonia | J1 League             | 34    | 0      |
| 1999    | Avispa Fukuoka     | Japonia | J1 League             | 29    | 0      |
| 2000    | Avispa Fukuoka     | Japonia | J1 League             | 30    | 0      |
| 2001    | Avispa Fukuoka     | Japonia | J1 League             | 13    | 0      |
| 2002    | Thespa Kusatsu     | Japonia | Prefectural Leagues   | 6     | 0      |
| 2003    | Thespa Kusatsu     | Japonia | Japan Football League | 12    | 0      |
| 2004    | Thespa Kusatsu     | Japonia | J3 League             | 26    | 0      |
| 2005    | Thespa Kusatsu     | Japonia | J2 League             | 23    | 0      |

## Kariera reprezentacyjna
Kojima po raz pierwszy w reprezentacji Japonii zagrał 6 czerwca 1995 w meczu przeciwko reprezentacji Brazylii, przegranym 0:3. Był w kadrze na Puchar Konfederacji 1995 oraz Puchar Azji 1996. Na obu tych turniejach nie zagrał w żadnym spotkaniu. Został powołany także na turniej finałowy Mistrzostw Świata 1998. Na turnieju rozgrywanym we Francji pełnił rolę rezerwowego bramkarza.
Po raz ostatni w reprezentacji zagrał 19 lutego 1996 w meczu przeciwko Polsce, wygranym 5:0. Łącznie Nobuyuki Kojima w latach 1995–1996 wystąpił w 4 spotkaniach reprezentacji Japonii.
| Mecze i gole w reprezentacji | Mecze i gole w reprezentacji | Mecze i gole w reprezentacji | Mecze i gole w reprezentacji | Mecze i gole w reprezentacji | Mecze i gole w reprezentacji | Mecze i gole w reprezentacji |
| #                            | Data                         | Miasto                       | Przeciwnik                   | Gol                          | Wynik                        | Rozgrywki                    |
| ---------------------------- | ---------------------------- | ---------------------------- | ---------------------------- | ---------------------------- | ---------------------------- | ---------------------------- |
| 1.                           | 06.06.1995                   | Liverpool                    | Brazylia                     |                              | 0:3                          | towarzyski                   |
| 2.                           | 06.08.1995                   | Kioto                        | Kostaryka                    |                              | 3:0                          | towarzyski                   |
| 3.                           | 09.08.1995                   | Tokio                        | Brazylia                     |                              | 1:5                          | towarzyski                   |
| 4.                           | 19.02.1996                   | Hongkong                     | Polska                       |                              | 5:0                          | towarzyski                   |

## Sukcesy
Shonan Bellmare
- Puchar Cesarza (1): 1994
- Azjatycki Puchar Zdobywców Pucharów (1): 1995

## Statystyki
| Reprezentacja Japonii | Reprezentacja Japonii | Reprezentacja Japonii |
| Rok                   | Mecze                 | Gole                  |
| --------------------- | --------------------- | --------------------- |
| 1995                  | 3                     | 0                     |
| 1996                  | 1                     | 0                     |
| Razem                 | 4                     | 0                     |